# Gmünder Tagespost
Die Gmünder Tagespost ist eine lokale Tageszeitung im Ostalbkreis und hat ihren Sitz in Schwäbisch Gmünd. Herausgeber ist der in Aalen ansässige Medienkonzern SDZ Druck und Medien. Das Unternehmen und seine Tochterfirmen beschäftigen insgesamt rund 300 festangestellte Mitarbeiter, davon 17 Auszubildende, DHBW-Studierende und Volontäre. Ihre überregionalen Seiten bezieht die Gmünder Tagespost von der Mantelredaktion der Südwest Presse in Ulm. Die verkaufte Auflage beträgt 10.095 Exemplare, ein Minus von 9,1 Prozent seit 1998. Davon werden 3.445 e-Paper, die Zeitung in ihrer digitalen Form, verkauft.

## Geschichte
Die damals als Süddeutscher Zeitungsdienst firmierende SDZ Druck und Medien gründete 1959 die Gmünder Tagespost als Tageszeitung für den Kreis Schwäbisch Gmünd.
1965 wurde die Gmünder Tagespost als erste Zeitung in der Bundesrepublik gemeinsam mit der Schwäbischen Post auf einer Zeitungsrotationsdruckmaschine im Offsetdruckverfahren vierfarbig gedruckt.
Die Online-Ausgabe erscheint seit dem 13. Februar 2003.

## Auflage
Die Gmünder Tagespost hat wie die meisten deutschen Tageszeitungen in den vergangenen Jahren an Auflage eingebüßt. Die verkaufte Auflage ist in den vergangenen 10 Jahren um durchschnittlich 0,3 % pro Jahr gestiegen. Im vergangenen Jahr ist sie dagegen um 2,3 % gefallen. Sie beträgt gegenwärtig 10.095 Exemplare. Der Anteil der Abonnements an der verkauften Auflage liegt bei 68,6 Prozent.
| 1998  | 1999  | 2000  | 2001  | 2002  | 2003  | 2004  | 2005  | 2006  | 2007  | 2008  | 2009  | 2010  | 2011  | 2012 | 2013 | 2014 | 2015 | 2016 | 2017 | 2018 | 2019  | 2020  | 2021  | 2022  | 2023  | 2024  |
| ----- | ----- | ----- | ----- | ----- | ----- | ----- | ----- | ----- | ----- | ----- | ----- | ----- | ----- | ---- | ---- | ---- | ---- | ---- | ---- | ---- | ----- | ----- | ----- | ----- | ----- | ----- |
| 11110 | 11024 | 10934 | 10934 | 11003 | 10774 | 10538 | 10325 | 10336 | 10250 | 10120 | 10225 | 10103 | 10020 | 9968 | 9819 | 9807 | 9561 | 9447 | 9269 | 9194 | 10194 | 10282 | 10851 | 10568 | 10333 | 10095 |

## Verbreitungsgebiet
Das Verbreitungsgebiet der Gmünder Tagespost umfasst die Stadt Schwäbisch Gmünd mit den Teilorten Bettringen, Bargau, Degenfeld, Großdeinbach, Herlikofen, Lindach, Rechberg, Straßdorf, Rehnenhof, Wetzgau, Hussenhofen, Metlangen, Reitprechts, Kleindeinbach, Hangendeinbach und Weiler, die Stadt Heubach mit dem Teilort Lautern, die Stadt Lorch sowie die Gemeinden Bartholomä, Böbingen, Durlangen, Eschach, Göggingen, Gschwend, Heuchlingen, Iggingen, Leinzell, Mögglingen, Mutlangen, Ruppertshofen, Schechingen, Spraitbach, Täferrot, Waldstetten, die Gemeinde Wäschenbeuren und den Göppinger Teilort Maitis (beide Landkreis Göppingen) sowie die Gemeinde Alfdorf (Rems-Murr-Kreis).
Im selben Gebiet ist auch die Rems-Zeitung verbreitet.